# 五分埔 (新竹縣)
五分埔，原寫為五份埔，是臺灣新竹縣新埔鎮的一個傳統地域名稱，位於該鎮東部偏南。相較於今日行政區，其範圍大致與五埔里相近。

## 歷史
台灣清治末期至日治初期，五分埔地區為一街庄，稱為「五份埔庄」，隸屬於竹北二堡。該庄北邊有一小段與大茅埔庄為界，東北及東與老焿藔庄、石崗仔庄為鄰，南邊隔鳳山溪與打鐵坑庄、內立庄為界，西邊及西北邊隔鳳山溪支流霄裡溪與田新庄、四座屋庄為界。
1901年（日治明治三十四年）11月，全台廢縣廳改設二十廳，該庄隸屬於新竹廳。1909年（明治四十二年）10月，合併二十廳為十二廳，該庄隸屬不變。1920年（大正九年），廢十二廳改設五州二廳，該庄改制並雅化為「五分埔」大字，隸屬於新竹州新竹郡新埔庄，大字下有「五分埔」、「六股」、「水汴頭」小字名。1941年，新埔庄升格為新埔街。
戰後新埔街改制為新埔鎮，隸屬於新竹縣，大字亦改制為里。1950年桃、竹、苗分治，新埔鎮隸屬不變。

## 交通
縣道118號是舊港至羅浮的道路，也是鳳山溪流域的主要連絡道路，大致以西北—東南走向轉橫向經過五分埔地區中部偏南地帶，向西北轉西可前往新埔市區、竹北、南寮並止於縣道122號路口，向東可前往關西、馬武督、羅浮並止於省道台7線路口。

## 廟宇
- 蓮華山三聖宮（關帝廟）

- 開台宮